# Sulawesi-jaarvogel
De sulawesi-jaarvogel (Rhyticeros cassidix synoniem: Aceros cassidix) is een vogel die behoort tot de familie van neushoornvogels (Bucerotidae). Het is een endemische vogelsoort op Sulawesi. De sulawesi-jaarvogel is het embleem voor de fauna van Zuid-Sulawesi.

## Kenmerken
Het is een grote zwarte vogel met een gele snavel, witte staartveren, een vaalblauwe huid rondom de ogen, zwartachtige poten en een onbevederde donkerblauwe keelzak. Bij het met mannetje zijn de kop en de nek roodbruin gekleurd, de iris is oranjerood en hij heeft een opvallende roodachtig gekleurde "hoorn" op de bovensnavel. Het vrouwtje heeft een zwarte nek en zwarte veren op de kop, de iris is bruin en de "hoorn" geel gekleurd en minder groot.

## Leefwijze
Net als bij andere neushoornvogels wordt het broedende vrouwtje ingemetseld in een holle boom en wordt zij gevoerd door haar partner. Het dieet van de sulawesi-jaarvogel bestaat vooral uit wilde vijgen en andere vruchten.

## Verspreiding en leefgebied
De sulawesi-jaarvogel komt voor in de tropische regenwouden van Sulawesi, Buton, Lembeh, Togian en Muna.

## Status
De grootte van de populatie is niet gekwantificeerd. Plaatselijk komt de vogel nog algemeen voor. Het leefgebied van de sulawesi-jaarvogel wordt echter in hoog tempo ontbost, bijvoorbeeld tussen 1997 en 2001 ging 36% van het regenwoud verloren. Om die reden staat de als "kwetsbaar" op de Rode Lijst van de IUCN.

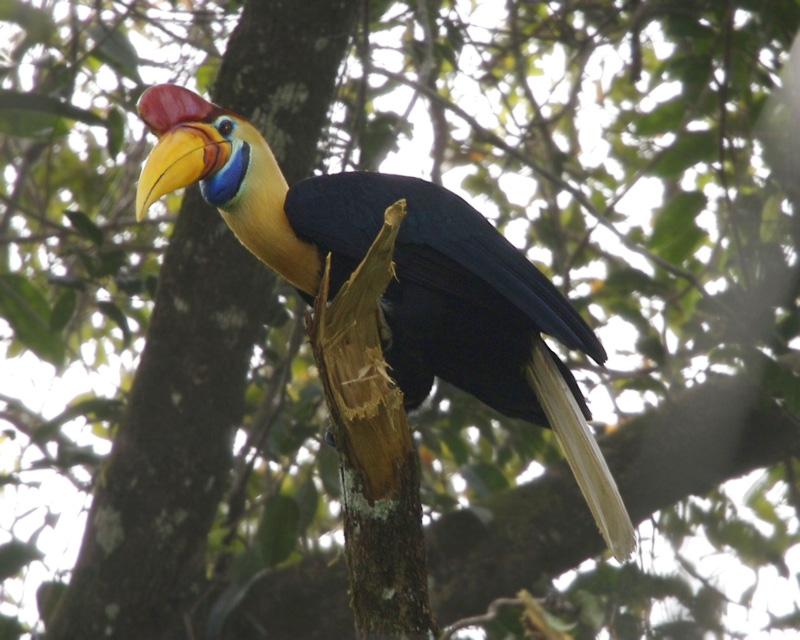
Een mannetje op Sulawesi.
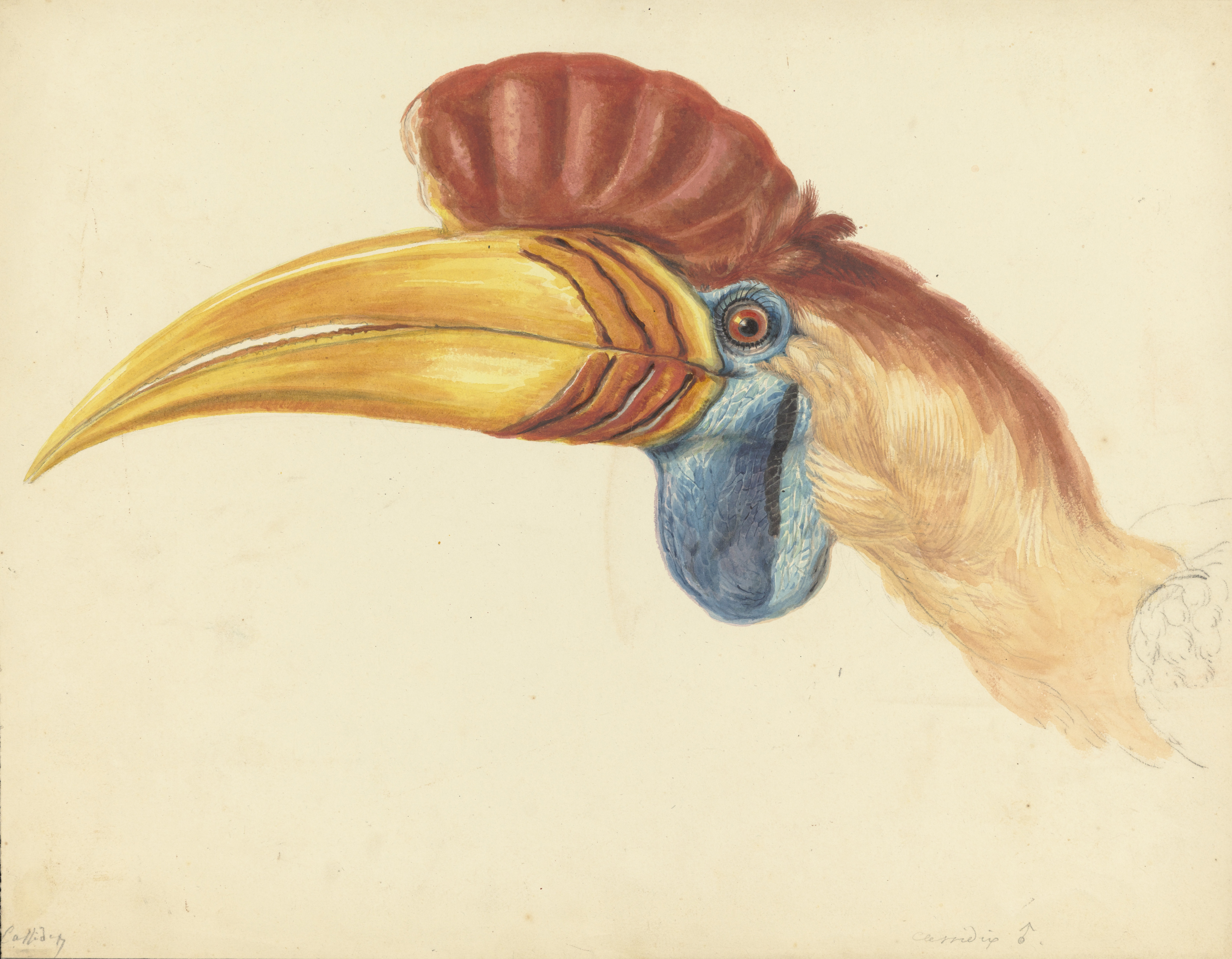
Vroege tekening door de Natuurkundige Commissie uit de jaren 1820.